# Włodzimierz Tarło-Maziński

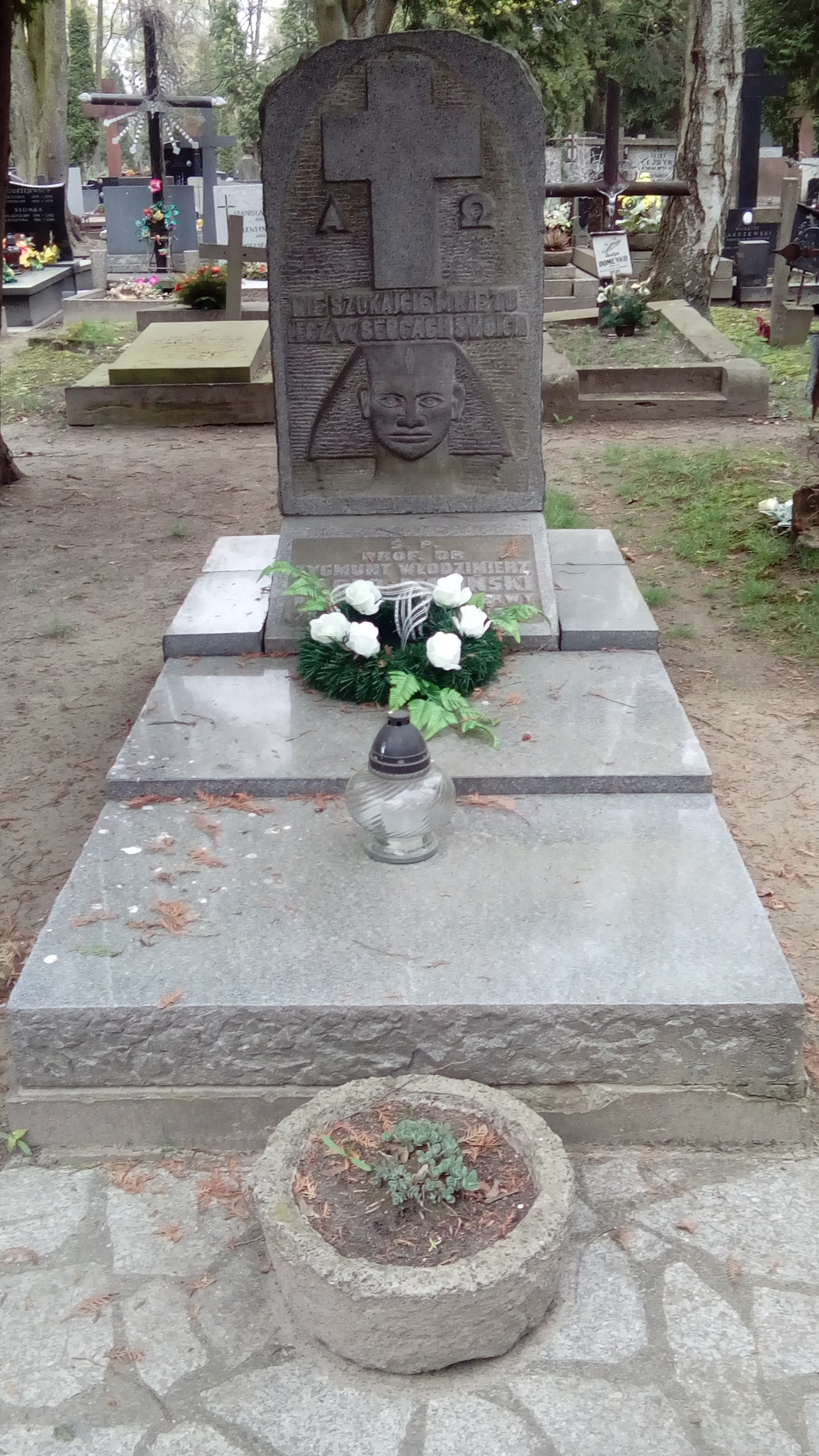
Grób Włodzimierza Tarło-Mazińskiego na Cmentarzu wojskowym na Powązkach

Zygmunt Włodzimierz Tarło-Maziński (ur. 28 kwietnia 1889, zm. 31 grudnia 1967) – polski inżynier, autor pierwszych prac popularnonaukowych z dziedziny radiotechniki w Polsce, nauczyciel, działacz społeczny, oficer. Urodzony w Brodziencinie w powiecie Ciechanów, syn Władysława i Stefanii z domu Lewandowska. Zmarł 31 grudnia 1967 roku w Warszawie. Pochowany na Cmentarzu Wojskowym na Powązkach w Warszawie, kwatera A18, rząd 6, grób 10 (kwatera Dowborczyków). 
Był kierownikiem Wydziału Informacyjnego Obywatelskiego Komitetu Wykonawczego Obrony Państwa w 1920 roku.
Wolnomularz i różokrzyżowiec – szef („generał zakonu") polskiej jurysdykcji Starożytnego i Mistycznego Zakonu Różo-Krzyża (The Ancient Mystical Order Rosae Crucis) oraz prezes Towarzystwa Miłośników Wiedzy i Przyrody, będącego ekspozyturą AMORC, współzałożyciel i prezes powstałego w 1924 roku Polskiego Związku Synarchicznego. Od 1934 roku przedstawiciel generalny Powszechnej Federacji Zakonów i Stowarzyszeń Inicjacyjnych (Fédération Universelle des Ordres et Sociétés Initiatiques) na Polskę. 
W czasie wojny przebywał we Francji. Po powrocie do Polski w latach 1945–1947 prezes Komitetu Opieki nad Polakami za Granicą, działającego przy Ministerstwie Spraw Zagranicznych. Od 1945 roku członek PPS. W okresie 1948–1949 więziony przez trzy miesiące. W grudniu 1939 roku był współzałożycielem polskiej loży „Kopernik" w Paryżu, jednak Wielka Loża Francji, do której ta jednostka przystąpiła, uznała go za masona nieregularnego i nie zatwierdziła jego członkostwa w loży „Kopernik".
Mieszkał w Warszawie w domu przy ulicy Płatniczej 65, na osiedlu wzniesionym dla Zakładów Amunicyjnych „Pocisk”.